# William Sweet

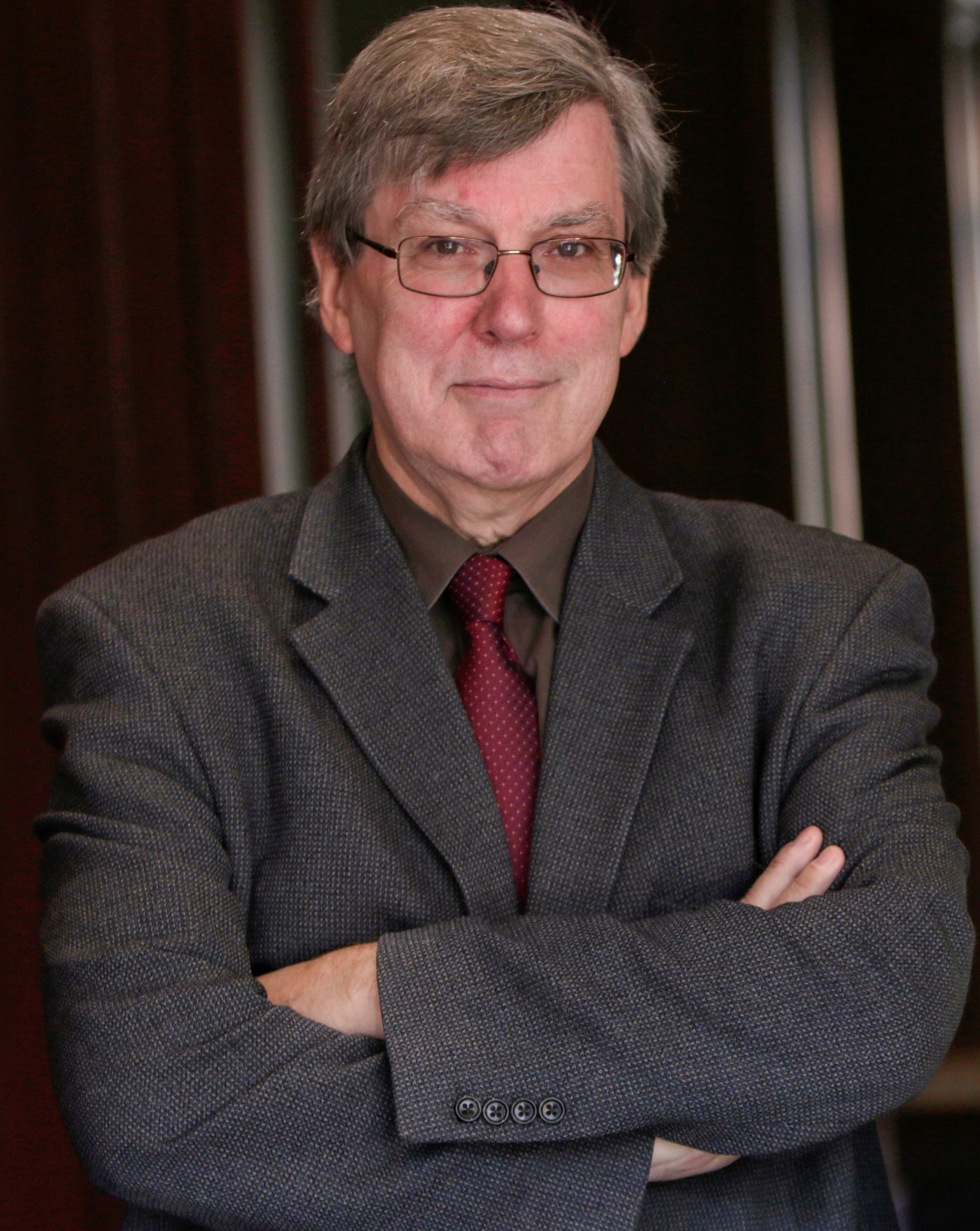
William Sweet en 2017.

William Sweet (Saint Albert, Canadá, 1955) es un filósofo canadiense y expresidente de la Asociación Filosófica Canadiense.

## Biografía
William Sweet estudió ciencias políticas, teología y filosofía en Canadá, Francia y Alemania. Obtuvo un Diplôme d'études approfondies en ciencias políticas en la Universidad de París 1 Panthéon-Sorbonne (con Luc Ferry), un doctorado en filosofía en la Universidad de Ottawa, un doctorado en teología en la Universidad de Sudáfrica y un doctorado en la Universidad de Saint Paul en Ottawa. También estudió en la Universidad Humboldt de Berlín y el Centre Sèvres (Facultad de Teología de la Compañía de Jesús, París). En 2014 fue nombrado miembro de la Royal Historical Society y en 2017 miembro de la  Société royale du Canada. En noviembre de 2021, fue elegido miembro permanente del Instituto Internacional de Filosofía.
William Sweet es profesor de filosofía y director del Centro de Filosofía, Teología y Tradiciones Culturales de la Universidad Saint Francis Xavier. Sweet fue profesor de filosofía y profesor de estudios religiosos en la Universidad de Saint Thomas, New Brunswick, en Fredericton, New Brunswick, donde se desempeñó como vicepresidente (académico) de 2007 a 2008. También fue profesor invitado en Universidad Católica Juan Pablo II de Lublin (Polonia), Universidad de Soochow y Universidad Católica Fu Jen (Taiwán), y Dharmaram Vidya Kshetram, Bangalore y Universidad Savitribai Phule Pune, India.

## Su obra
William Sweet se especializa en filosofía política (particularmente en cuestiones de derechos humanos); la filosofía de la religión (por ejemplo, la epistemología de la religión); la relación entre cultura y pensamiento filosófico (en particular, la filosofía comparada asiática y occidental); Filosofía angloamericana entre finales del siglo XIX y principios del XX (en particular, los orígenes de la filosofía analítica y el idealismo británico); teorías éticas y ética aplicada (en particular, ética intercultural); y la filosofía de Jacques Maritain. 
Gran parte del trabajo filosófico de William Sweet se refirió a la historia de la filosofía moderna, que utilizó como recurso y vehículo para abordar cuestiones contemporáneas en ética y ética aplicada, filosofía política y filosofía de la religión. Sus primeros ensayos, así como su primer libro, se centraron en los filósofos idealistas británicos de finales del siglo XIX y principios del XX,  pero publicó varios textos y traducciones sobre la tradición personalista de la filosofía francesa, en particular la de Jacques Maritain. Investigaciones recientes se centran en los debates filosóficos en la Sudáfrica y la India del siglo XX, y en los desafíos de la migración de textos y tradiciones filosóficas entre culturas.
Ha sido un importante contribuyente a los programas internacionales del Consejo para la Investigación en Valores y Filosofía y de la Unión Mundial de Asociaciones Filosóficas Católicas y el Istituto Internazionale Jacques Maritain (del cual es Presidente d'onore). Es editor de Filosofía, cultura y tradiciones, de Etudes maritainiennes/Maritain Studies y de Collingwood and British Idealism Studies. También ha sido editor de Bradley Studies.
Su obra ha sido publicada en castellano, chino, inglés, francés, gallego , alemán, italiano, persa, polaco y vietnamita.

## Publicaciones principales
- Antes y después de la democracia (Lovaina, Bélgica: Peeters, 2023).
- La filosofía vuelve a involucrar culturas y formas de vida (con George McLean) (Washington, DC, 2022).
- Cuidado de uno mismo y significado de la vida (con Cristal Huang) (Washington, DC, 2015).
- ¿Qué es la Filosofía Intercultural? (Washington, DC: CRVP, 2015).
- Choque cultural y religión (Washington, DC: CRVP, 2014)
- Ideas Under Fire (con Jonathan Lavery y Louis Groarke) (Fairleigh Dickenson University Press, 2013)